# Leopold von Mildenstein
Leopold Itz Edler von Mildenstein, Pseudonym LIM (* 30. November 1902 in Prag; † 1968), war im Dritten Reich SS-Untersturmführer  im Sicherheitsdienst des Reichsführers SS (SD). Er war dort Leiter der Abteilung II/112: Juden, in die er Adolf Eichmann holte, der mit diesen Erfahrungen später das sogenannte Eichmannreferat aufbaute. Ab 1938 war Mildenstein im Propagandaministerium tätig, wo er Leiter der Nahostabteilung wurde.

## Leben und Wirkung
Mildenstein entstammte dem katholisch böhmischen Adelsgeschlecht Mildenstein und absolvierte eine Ausbildung zum Diplomingenieur, arbeitete aber überwiegend als Journalist. Er war beim liberalen Berliner Börsen-Courier angestellt und war Korrespondent der Berliner Börsen-Zeitung, publizierte allerdings später auch im NSDAP-Organ Völkischer Beobachter. Zum 1. Januar 1929 trat er in Österreich der NSDAP (Mitgliedsnummer 106.678) und 1932 der SS bei, ehe beide Organisationen 1933 im austrofaschistischen Ständestaat illegal wurden. Nach Aussage von Dieter Wisliceny hatte Mildenstein sich nach dem Ersten Weltkrieg bis 1935 viel im Nahen Osten (darunter auch Palästina) aufgehalten.
Bei einem sechsmonatigen Besuch in Palästina im Jahr 1933 lernten Mildenstein und seine Frau das Ehepaar Tuchler kennen, die ebenfalls Palästina besuchten und mit dem sie sich anfreundeten. Kurt Tuchler war Mitglied der Zionistischen Vereinigung für Deutschland. Mildenstein konnte 12 Reiseberichte dieser Zeit vom 26. September bis zum 9. Oktober 1934 in der von Joseph Goebbels herausgegebenen Berliner Zeitung Der Angriff publizieren (Titel: „Ein Nazi fährt nach Palästina“). Zeitungsabonnenten erhielten eine Medaille, geprägt mit dem Serientitel, einem Hakenkreuz und dem Davidstern. Mildenstein ortete bei den zionistischen Pionieren „etwas Neues in ihrem Wesen. Etwas hebt ihre Schultern, lässt sie den gesenkten Ghettoblick heben“ (1. Folge), und er sprach von einer „Wiedergesundung eines entarteten Volkes durch Neuverwurzelung im alten Boden“ (vgl. Blut-und-Boden-Ideologie): „Diese neuen Juden werden ein neues Volk.“ (12. Folge)
Durch die Reisen nach Palästina galt Mildenstein als Nahostexperte. Reinhard Heydrich wurde auf ihn aufmerksam und stellte ihn 1935 im Range eines SS-Untersturmführers als Nachfolger von Walther Ilges als neuen Leiter für die Abteilung II/112: Juden im SD-Hauptamt ein. Bis Juni 1936 vertrat Mildenstein die offizielle Parteilinie, die jüdische Bevölkerung Deutschlands zur Auswanderung nach Palästina zu drängen. Er hielt deshalb auch Kontakt mit zionistischen Organisationen. Mildenstein behauptete nach dem Krieg, er habe sich um eine „gerechte Auswanderungspolitik“ bemüht und sei daher innerhalb des SD rasch isoliert gewesen. Michael Wildt urteilte jedoch bei seiner Untersuchung der Judenpolitik des SD, dass es sich dabei um apologetische Schutzbehauptungen gehandelt habe; Autoren wie Heinz Höhne hätten Mildenstein daher fälschlicherweise als „Judenfreund“ charakterisiert. Auch David Cesarani kam zu dem Schluss, dass Mildenstein ausdrücklich nicht philosemitisch eingestellt gewesen sei. Auch er habe, im Einklang mit Heydrich, die Meinung vertreten, die Juden als angebliche Fremde aus Deutschland entfernen zu müssen. Die vom Reichsministerium des Innern entwickelten Gesetze sah Mildenstein für diese Zwecke als nicht zielführend an.
Mildenstein trieb als Referatsleiter die Entwicklung der antisemitischen Aktivitäten voran und forderte im Oktober 1935 die SD-Oberabschnitte auf, eigene Sachbearbeiter für Juden zu stellen. Außerdem betrieb er den Ausbau interner ideologischer Schulungen des SS-Personals durch sogenannte „Leithefte“ und hielt Vorträge an der Führerschule der Sicherheitspolizei in Bernau bei Berlin. Zudem gab er regelmäßige Berichte zur Arbeit des Referats heraus und ließ eine Personenkartei mit prominenten Juden im In- und Ausland aufbauen. Mildenstein persönlich rekrutierte auch Adolf Eichmann aus der SD-Abteilung II.111, wo er als Hilfskraft die Freimaurerkartei aufbaute, als Referenten. Eichmann bezeichnete Mildenstein später als seinen „bedeutendsten Meister und Lehrer“. Er wies ihn unter anderem an, die Schriften Der Judenstaat von Theodor Herzl und Die Zionistische Bewegung von Adolf Böhm zu Recherchezwecken zu lesen, wodurch Eichmann sich tiefgründiger mit dem Judentum und Zionismus beschäftigte. Eichmann wirkte unter Mildensteins Nachfolgern Dieter Wisliceny und Herbert Hagen weiter, bevor er nach weiteren Stationen 1939 das Judenreferat im Reichssicherheitshauptamt aufbaute, das dann als Eichmannreferat bekannt wurde. Zum weiteren Umfeld von von Mildenstein gehörte auch dessen Freund Otto von Bolschwing, der Ende der 1930er Jahre als V-Mann des SD in Palästina tätig war und dann selbst als Referent zum Judenreferat unter Eichmann stieß.
Ende 1936 verließ Mildenstein nach einer Reise durch Nordamerika und einem Konflikt mit Heydrich den SD. 1937 unternahm er eine weitere Auslandsreise und ab 1938 war er Referent im Propagandaministerium von Joseph Goebbels. Dort fungierte er als Abteilungsleiter der Nahostabteilung und war für die proarabische Propaganda zuständig, die die Araber gegen das Vereinigte Königreich und die Juden in Palästina aufwiegeln sollte. Er hielt sich häufig im Ausland auf und machte auch während des Krieges Reisen auf den Balkan und den Nahen Osten, u. a. erneut nach Palästina und das vom faschistischen Italien annektierte Libyen. Als Erfahrungen dieser Zeit erschienen auch seine Bücher Rings um das brennende Land am Jordan (Stollberg, Berlin 1938) und Naher Osten – vom Straßenrand erlebt (Union, Stuttgart 1941).
Nach dem Krieg wurden diese Bücher in der Sowjetischen Besatzungszone bzw. in der Deutschen Demokratischen Republik auf die Liste der auszusondernden Literatur gesetzt. Um 1956 soll Mildenstein Mitglied der FDP gewesen sein und Kontakte zu ägyptischen Propagandadienststellen und amerikanischen Geheimdienstkreisen geknüpft haben. Laut Bundesarchiv gab Mildenstein 1958–1960 Orient-Informationen heraus. Von Mildenstein arbeitete in der Nachkriegszeit für die deutsche Vertretung von Coca-Cola als PR-Berater.
Die Karriere von Mildensteins thematisiert Arnon Goldfingers Dokumentarfilm „Die Wohnung“, Israel 2011. Goldfinger ist ein Enkel Kurt Tuchlers.
Bei der National Archives and Records Administration, NARA, in Washington DC befindet sich das CIA-Dossier von Mildensteins über die zahlreichen Aktivitäten, die er nach 1945 für diesen Auftraggeber ausgeübt hat.

## Publikationen
- Rings um das brennende Land am Jordan, Stollberg Verlag, Berlin 1938.
- Naher Osten – vom Straßenrand erlebt, Union Verlag, Stuttgart 1941.
- Orient-Informationen, Herausgabe von 1958 – 1960.